# افینگهم، ساری
افینگهم (به انگلیسی: Effingham) یک روستا و محله مدنی در بریتانیا است که در Guildford واقع شده‌است. افینگهم ۱۱٫۹۸ کیلومتر مربع مساحت و ۲٬۷۱۱ نفر جمعیت دارد.